# SN 2011fe
SN 2011fe (別名 PTF 11kly)は、2011年8月24日にパロマー天文台のPalomar Transient Factory(PTF)が発見したIa型超新星である。8月21日から23日のM101の画像の自動レビューを行っていた際に発見された。地球から約2100万光年離れたM101の中に存在する
。超新星爆発が始まった直後の、裸眼で見える約100万分の1の光度の頃からPTFによって観測されていた。これは、これまで発見された中で最も若いIa型超新星である。2011年9月13日頃、最大等級+9.9に達した。これは絶対等級で約-19になり、太陽の25億倍に相当する。9月5日頃には+10等級になり、小さな望遠鏡でも見えるようになった。9月30日時点では、SN 2011feは+11等級で、日没直後の夕方の北西の地平線上に見えていた。11月26日には、+13.7等級まで減光した。

## 発見
PTFは、一時的な天文現象を掃天探索する自動の望遠鏡サーベイである。情報はローレンス・バークレー国立研究所のNational Energy Research Scientific Computing Centerに送られ、ここでコンピュータが新しい天文現象を同定する。SN 2011feが最初に観測された後、カナリア諸島の望遠鏡を用いて、爆発の様々な段階での発光スペクトルの測定が行われた。その後、ハッブル宇宙望遠鏡、カリフォルニア州のリック天文台ハワイのケック天文台によってさらに詳細に観測された。
SN 2011feは最初は非常に暗かったが、急速に明るくなった。最初に撮影された8月24日は、裸眼で見える光度の100万分の1以下であった。翌日には1万分の1になった。さらに翌日にはその6倍明るくなった。8月25日、拡大VLA(EVLA)の電波望遠鏡はSN 2011feからの電波放射を検出できなくなった。このような放射は他の型の超新星ではありうるが、Ia型ではこれまで見られなかった。
起源となった恒星系については2つ の候補が提案されたが、その後の分析ではどちらも否定されていない。

## Ia型超新星とSN 2011feの重要性
Ia型超新星爆発では、白色矮星がチャンドラセカール限界を超える量の物質を降着し、崩壊する際に核融合の暴走を引き起こして超新星爆発が発生する。この崩壊は一定質量の時に起こるため、結果としての爆発は非常に均一的な性質を持ち、「標準光源」としてホスト銀河までの距離の測定に用いることができる。Ia型超新星の正確な明るさや振る舞いは、元になる恒星の金属量に依存する。SN 2011feは非常に初期に検出されたため、当初の組成や爆発の間の変化をより正確に測定することができ、Ia型超新星のモデルを改善して、これを用いた距離の推定をより精緻にすることができた。
Ia型超新星の標準光源は、ダークエネルギー仮説や宇宙膨張の加速を支持する証拠を提供する。Ia型超新星の振る舞いに関する理解がより深まれば、ダークエネルギーの理論モデルも改善されることになる。